# Cyclosa saismarka
Cyclosa saismarka là một loài nhện trong họ Araneidae.
Loài này thuộc chi Cyclosa. Cyclosa saismarka được Alberto Barrion & James A. Litsinger miêu tả năm 1995.